# Bohuslav Strnad
Bohuslav Strnad (1. března 1905 Rozdělov – 24. října 1942 Koncentrační tábor Mauthausen) byl odbojář a spolupracovník Operace Anthropoid popravený nacisty.

## Život před válkou
Bohuslav Strnad se narodil 1. března 1905 v dnes kladenském Rozdělově do hornické rodiny (otec Bohuslav Strnad byl důlním vážným, matka Julie, roz. Otcovská, dcerou horníka) a pokřtěn byl jmény Bohuslav Josef. Vystudoval reálnou školu, absolvoval učitelské zkoušky a krátký čas pracoval jako učitel na venkovských školách, aby poté přešel na post úředníka u exekučního soudu, kde již setrval. V roce 1934 se oženil s Marií Pláničkovou, která rovněž pracovala v justici a bydlela v pražské Libni, kam se za ní Bohuslav Strnad přestěhoval. V roce 1938 se manželům narodila dcera Jana. Na Kladně a poté i v Libni byl Bohuslav Strnad aktivním členem Sokola, kde dosáhl postu náčelníka místní jednoty. Hrál na housle, byl členem kladenské filharmonie, měl zálibu v zahradničení.

## Protinacistický odboj
Po německé okupaci v březnu 1939 vstoupil do Sokolského protinacistického odboje. V lednu 1942 se stal součástí podporovatelské sítě výsadkářů z operace Anthropoid, účastnil se koordinačních schůzek s dalšími sokolskými odbojovými představiteli. Spolupracoval s Františkem Hejlem, Antonínem Oktábcem, Václavem Novákem, Jaroslavem Piskáčkem a Jaroslavem Smržem. Se svou manželkou Marií Strnadovou získával od libeňského řezníka Bohumila Vosmíka maso, od pekaře Josefa Kyncla pečivo a od hostinského Františka Jarolímka další potraviny, které byly určeny pro parašutisty. Finanční prostředky získával z fondů sokolské jednoty a pomocí sbírek mezi jejich členy. Potravinové lístky obstarával od sokolů z Neratovic, rovněž se snažil získat poukázky na oblečení.
Po zradě Karla Čurdy, který se 16. června 1942 sám přihlásil na gestapu, začalo postupné rozkrývání odbojové sítě. Manželé Strnadovi byli zatčeni 14. července 1942 v zahrádkářské kolonii. Nejprve byli převezeni do svého bydliště, kde byla provedena domovní prohlídka, poté do Petschkova paláce k tvrdým výslechům, které byly podle poválečného svědectví jednoho z příslušníků gestapa bezvýsledné. Po skončení výslechů byli oba převezeni do terezínské Malé pevnosti, dne 29. září 1942 stanným soudem odsouzeni k trestu smrti a 24. října téhož roku zastřeleni v koncentračním táboře Mauthausen při fingované zdravotní prohlídce společně s mnoha dalšími odbojáři a jejich rodinnými příslušníky.

## Osud dcery
Tehdy čtyřletá dcera manželů Strnadových Jana byla v srpnu 1942 internována společně s dalšími dětmi odbojářů na Jenerálce a později v táboře ve Svatobořicích. Osvobozena byla 5. května 1945 v Plané nad Lužnicí.

## Připomínka
- Jeho jméno a jméno manželky (Strnad Bohuslav *1. 3. 1905, Strnadová Marie roz. Plánická *17. 5. 1899) je uvedeno na pomníku při pravoslavném chrámu svatého Cyrila a Metoděje (adresa: Praha 2, Resslova 9a). Pomník byl odhalen 26. ledna 2011 a je součástí Národního památníku obětí heydrichiády.[4]
- Na domě v ulici Pivovarnická 1844/15 v Praze 8 - Libni je pamětní deska se sokolským znakem a textem: "V tomto domě žili obětaví členové sokolského odboje Marie a Bohumil STRNADOVI, spolupracovníci výsadku ANTHROPOID. Popraveni nacisty 24. 10. 1942 v Mauthausenu." (Ve jméně Bohumil je zjevná chyba, správně má být Bohuslav).[5]
- Ulice Strnadových v Praze 9 –Vysočanech nese od roku 2018 jméno popravených manželů.[6]

## Galerie

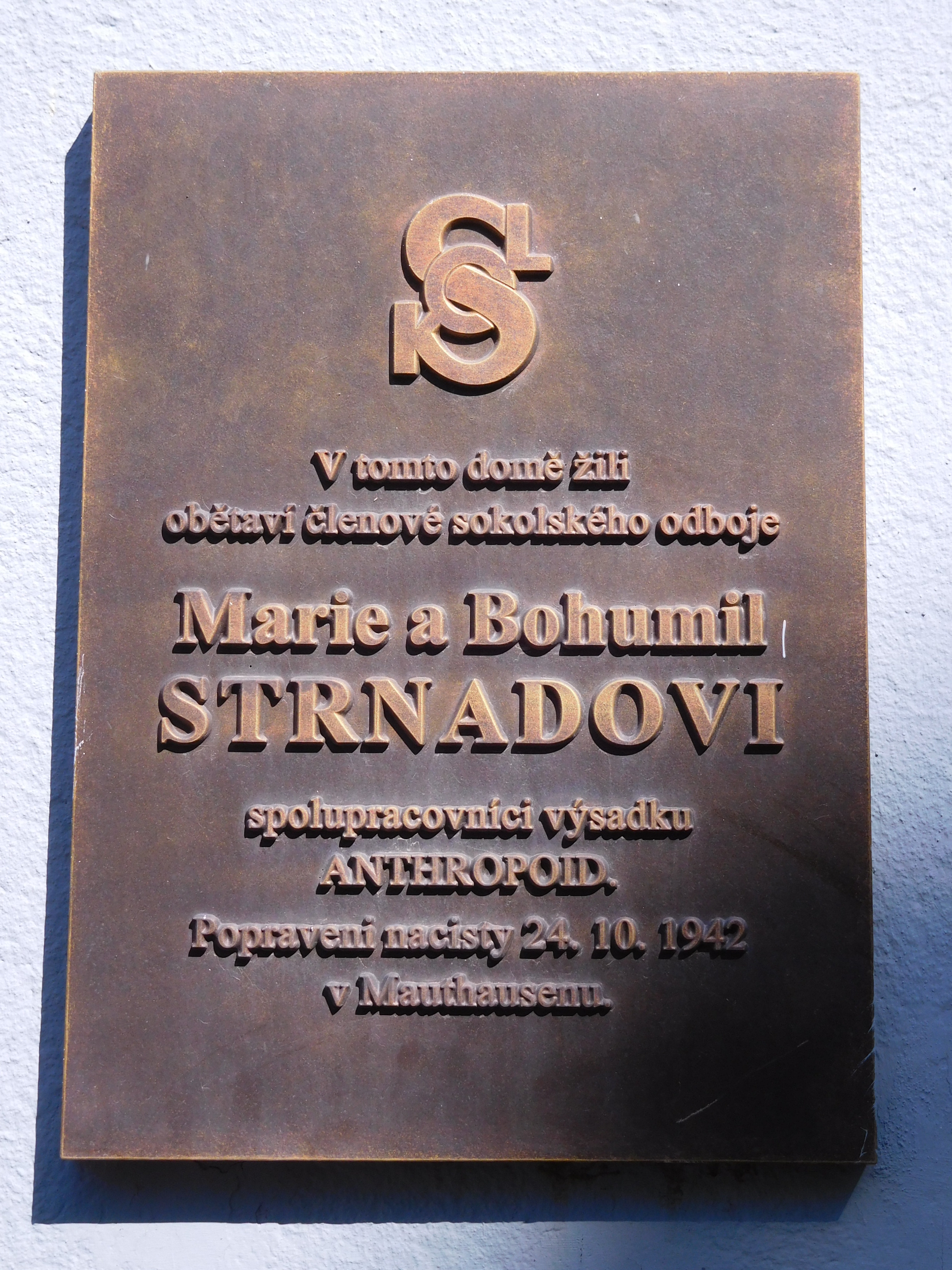
Pamětní deska manželů Strnadových v Pivovarnické ulici 15, Praha-Libeň
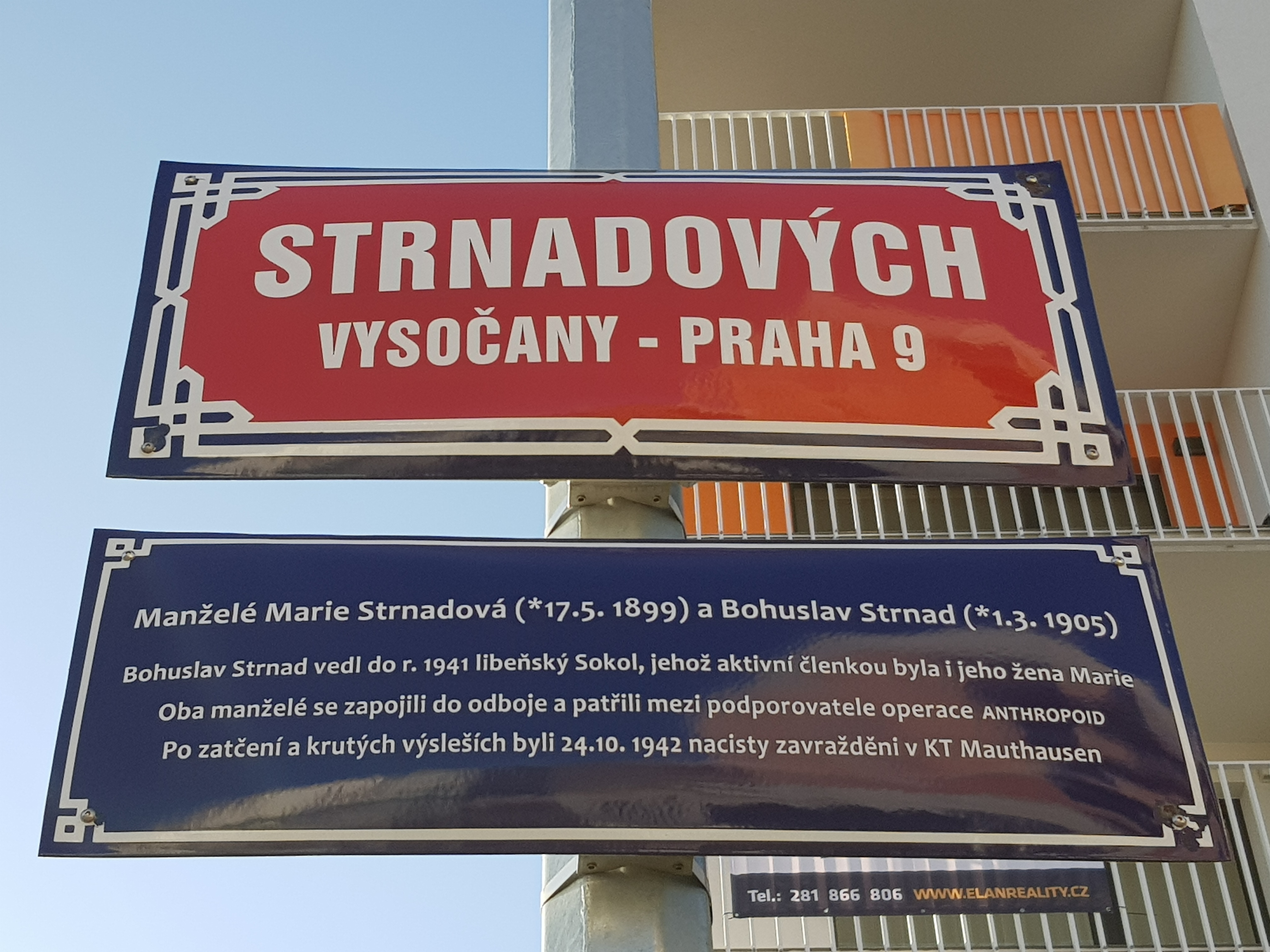
Tabule s názvem ulice Strnadových ve Vysočanech s modrou dodatkovou tabulí
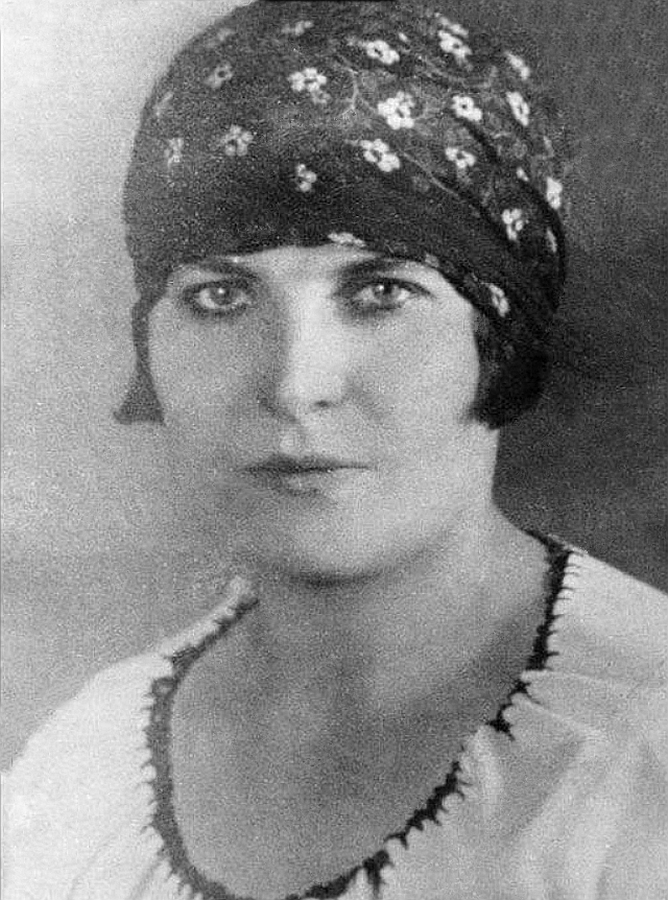
Jeho manželka Marie Strnadová
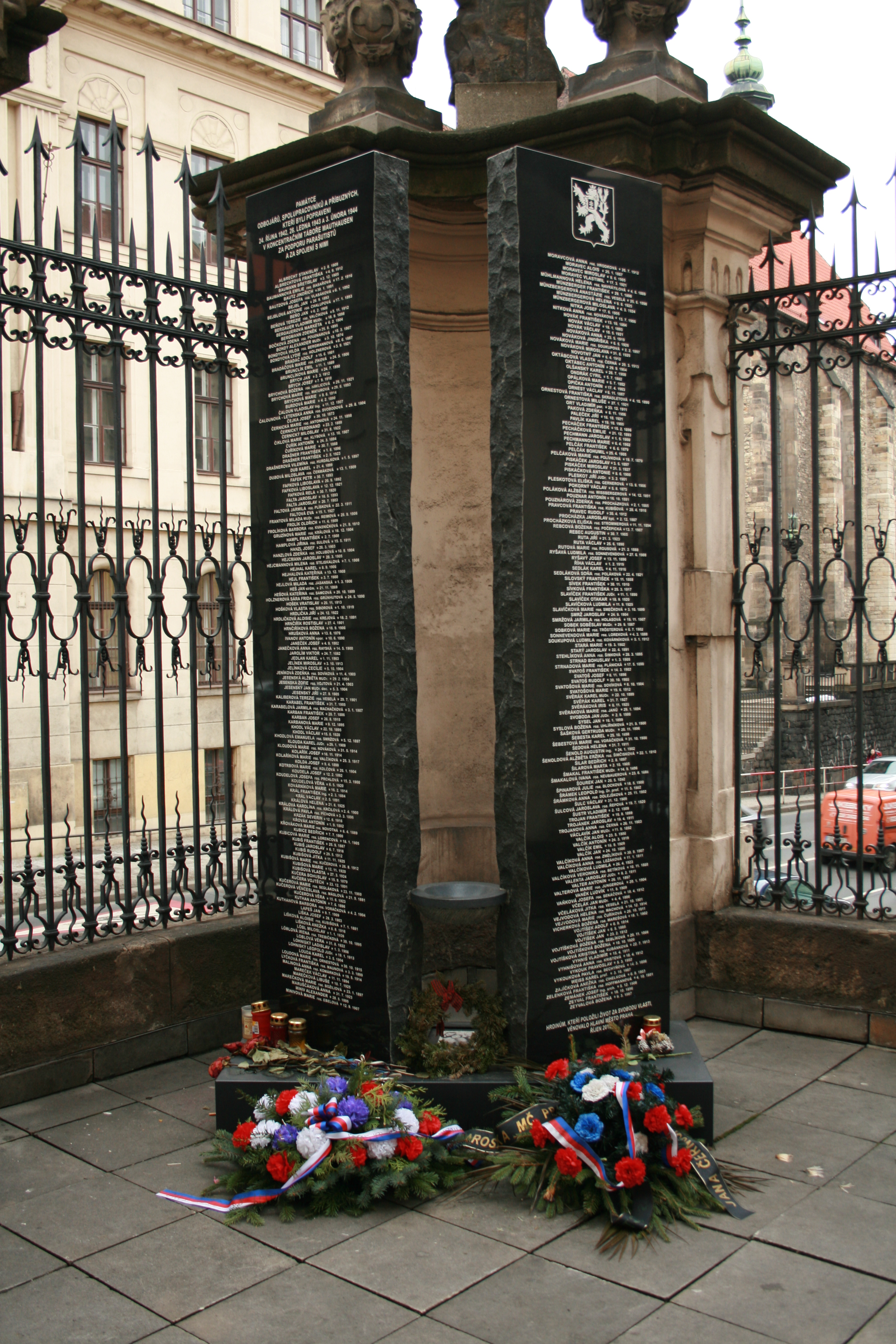
Pomník spolupracovníků parašutistů a jejich rodinných příslušníků na terase kostela sv. Cyrila a Metoděje v Resslově ulici v Praze
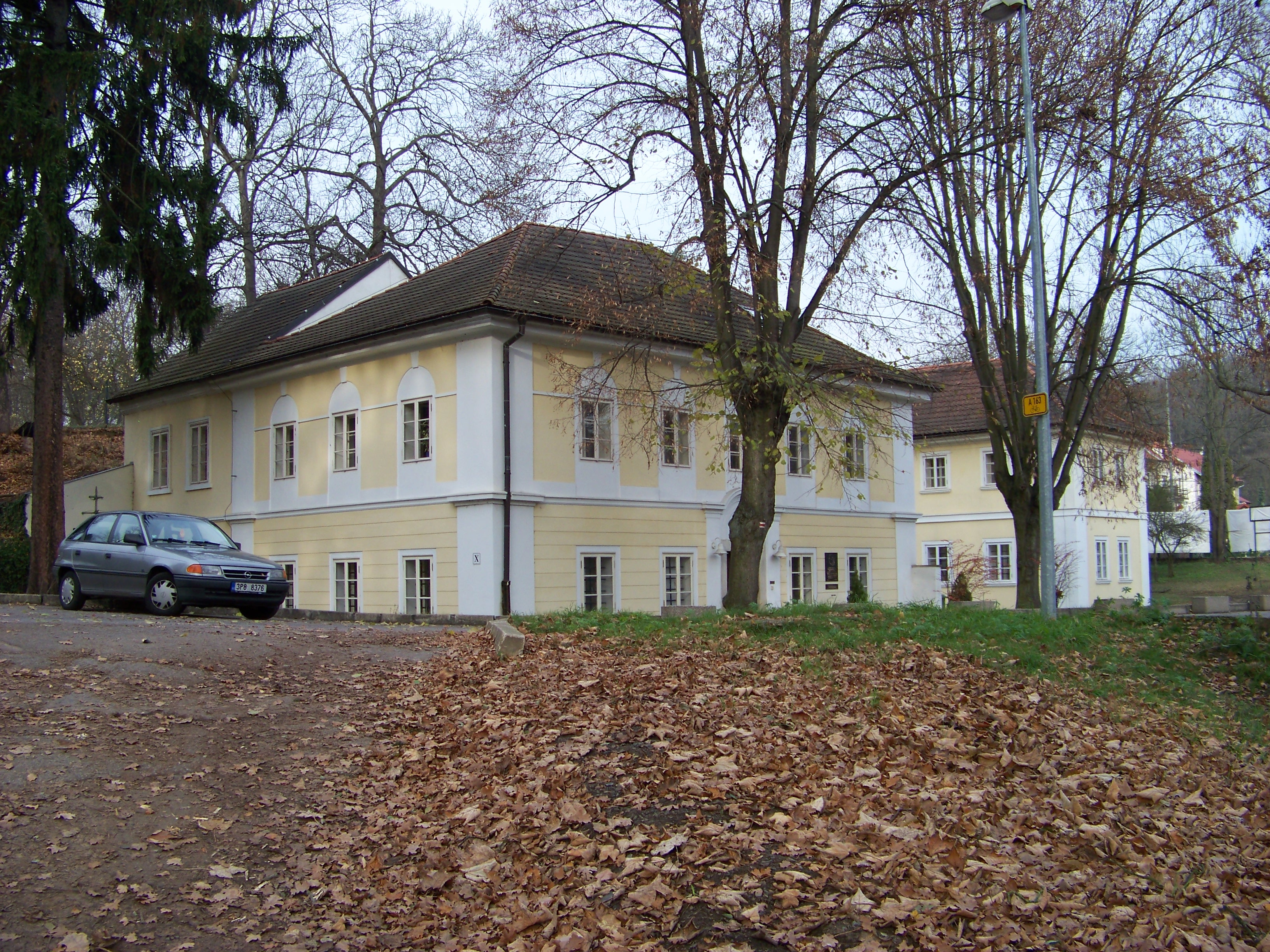
Zámek Jenerálka v pražských Dejvicích, kde byla internována dcera manželů Strnadových
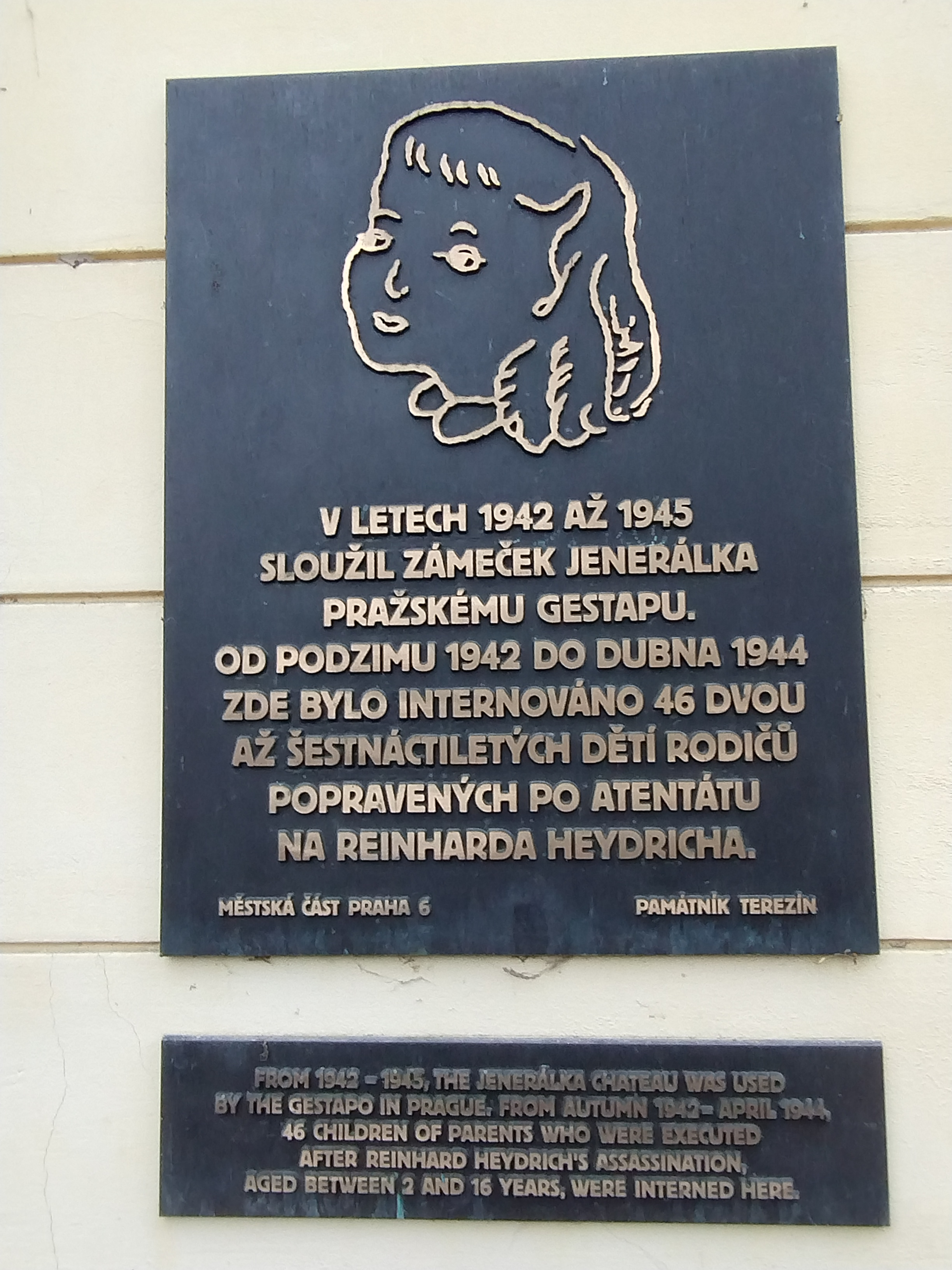
Pamětní deska na jedné z budov zámku Jenerálka, věnovaná dětem rodičů popravených po atentátu na R. Heydricha